# برامج منتديات
برامج المنتديات  هي برامج يتم استخدامها في شبكة الويب من اجل التواصل بين زوار الموقع، غالباً ما يتم استخدام لغات البرمجة مثل الـ PHP، Perl، Python وغيرها من أجل كتابة برامج المنتديات، تسمح برامج المنتديات غالباً للزوار بأن يقوموا بكتابة مواضيع، ويمكن للزوار الآخرين التعقيب على هذه المواضيع، تعتبر برامج المنتديات إحدى أكثر البرامج المستخدمة في مواقع الويب.
خلال الفترة المنصرمة تطورت المنتديات بشكل كبير جداً عن السابق، حيث كانت سابقاً مجرد صفحة واحدة تظهر بها وصلات المواضيع وما يتفرع منها من ردود، أما حالياً فقد تغير مفهوم برامج المنتديات بعد التطور الكبير الذي حصل.
تستخدم برامج المنتديات قاعدة بيانات قواعد البيانات في تخزين بياناتها، وتتباين في استخداماتها لأنواع قواعد البيانات، فمنها ما يستخدم الملفات النصية كـ قواعد بيانات إلا أن الاعتماد على محركات قواعد البيانات مثل MySQL أكثر شيوعاً.  النتيجة المتوقعة لمباراة بولونيا ضد تشيستوشوا

## أهم الميزات الحديثة لبرامج المنتديات

### نظام العضويات
تدعم برامج المنتديات الحديثة خاصيّة التسجيل، والتي تفرض على الزائر غالباً أن يكون عضواً في المنتدى حتى يتمكن من المشاركة فيه، كما أن البرامج المتطورة تدعم كذلك إمكانية كتابة الزوار للمواضيع والردود.

### نظام الأقسام
أحد أهم ميزات برامج المنتديات الحديثة هو وجود الأقسام، حيث يمكن تصنيف المنتدى إلى مجموعة من الأقسام لكل قسم هدف محدد ويتم كتابة المواضيع والردود فيه.

### نظام القوالب
نظام القوالب يعتبر من الميزات التي تُهم مدير المنتدى وتُهم المبرمجين كذلك، لانها عبارة عن فصل محتوى الصفحة HTML عن شيفرة المنتدى الرئيسية، مما يساعد على تسهيل التحكم في شكل المنتدى الخارجي، ويسهل من عملية البرمجة ويمنع خلط الشيفرة البرمجية بترميزات لغة HTML.

### نظام الأنماط
ويشار إليه بـ (نظام الستايلات) في مجتمع مطوري المنتديات، ووظيفة نظام الأنماط تشمل تغيير شكل وألوان صفحات المنتدى من نصوص ووصلات، ويعتمد نظام الأنماط في أغلب برامج المنتديات الحديثة على لغة CSS مما يسهل عملية التحكم بالألوان من خلال ملف واحد، ويتم استخدام نظام القوالب مع نظام الأنماط حتى تخرج أشكال بعض المنتديات تُحفة رائعة الجمال.

### نظام المجموعات
يقف نظام المجموعات في برامج المنتديات الحديثة والمتطورة بجانب نظام العضويات، حيث يُصنف الأعضاء ضمن مجموعات لها صلاحيات معينة في المنتدى. على سبيل المثال، أغلب برامج المنتديات تأتي بمجموعات افتراضية مع البرنامج مثل «مجموعة الأعضاء» و«مجموعة المشرفين» والتي تكون لها صلاحيات خاصة في التحكم بالمواضيع، كما يمكن للمدير إضافة مجموعات جديدة والتحكم بصلاحيات المجموعات الموجودة مسبقاً.

## التعديلات البرمجية على برامج المنتديات
بعد التطور الكبير الذي حدث على برامج المنتديات، لم تعد برامج المنتديات مجرد ادوات بسيطة للتواصل بين الزوار، وانما أصبحت أدوات ضخمة توفر الكثير. ونظراً لذلك فهي تحتوي تعديلات خارجية واضافات قام ببرمجتها مبرمجون غير رسميين من أجل إضافة ميزات جديدة على البرامج، ويشار إلى هذه الاضافات في مجتمع مطوري المنتديات بـ «الهاكات» والتي تأتي اصلاً من كلمة Hacks الإنجليزية.

## أمثلة على برامج المنتديات
- Discuz!
- vBulletin
- phpBB
- PBBoard
- PunBB